# 希钦斯剃刀
希钦斯剃刀是一句认识论哲学剃刀法则，该法则认为举证责任在于提出理论者，如果提出者举不出实例对应理论，那么反驳者进行反驳时也不需要举出实例。

## 概述
无证据的断言可以无证据的驳回。
 — 希钦斯的剃刀， 克里斯托弗·希钦斯
（页面存档备份，存于）
这个概念以作家，科普学家，新无神论者克里斯托弗·希钦斯命名，致敬了奥卡姆剃刀。该格言出自希钦斯2007年所著的《神并不伟大:宗教如何毒害了万物》 。它是萨根标准(“超乎平凡的主张，需要有超乎平凡的证据”)的一个更强的，适用于一切主张的法则。

## 历史
希钦斯的剃刀是对一句拉丁语的改编quod grātīs asseritur, grātīs negātur (“毫无根据的假设可以被毫无根据的反驳”)，这句话在19世纪被人们挂在嘴边。